# Trzcinno (Szczecinek)
Pour les articles homonymes, voir Trzcinno.
Trzcinno est une localité polonaise de la gmina rurale et du powiat de Szczecinek en voïvodie de Poméranie-Occidentale.

## Géographie

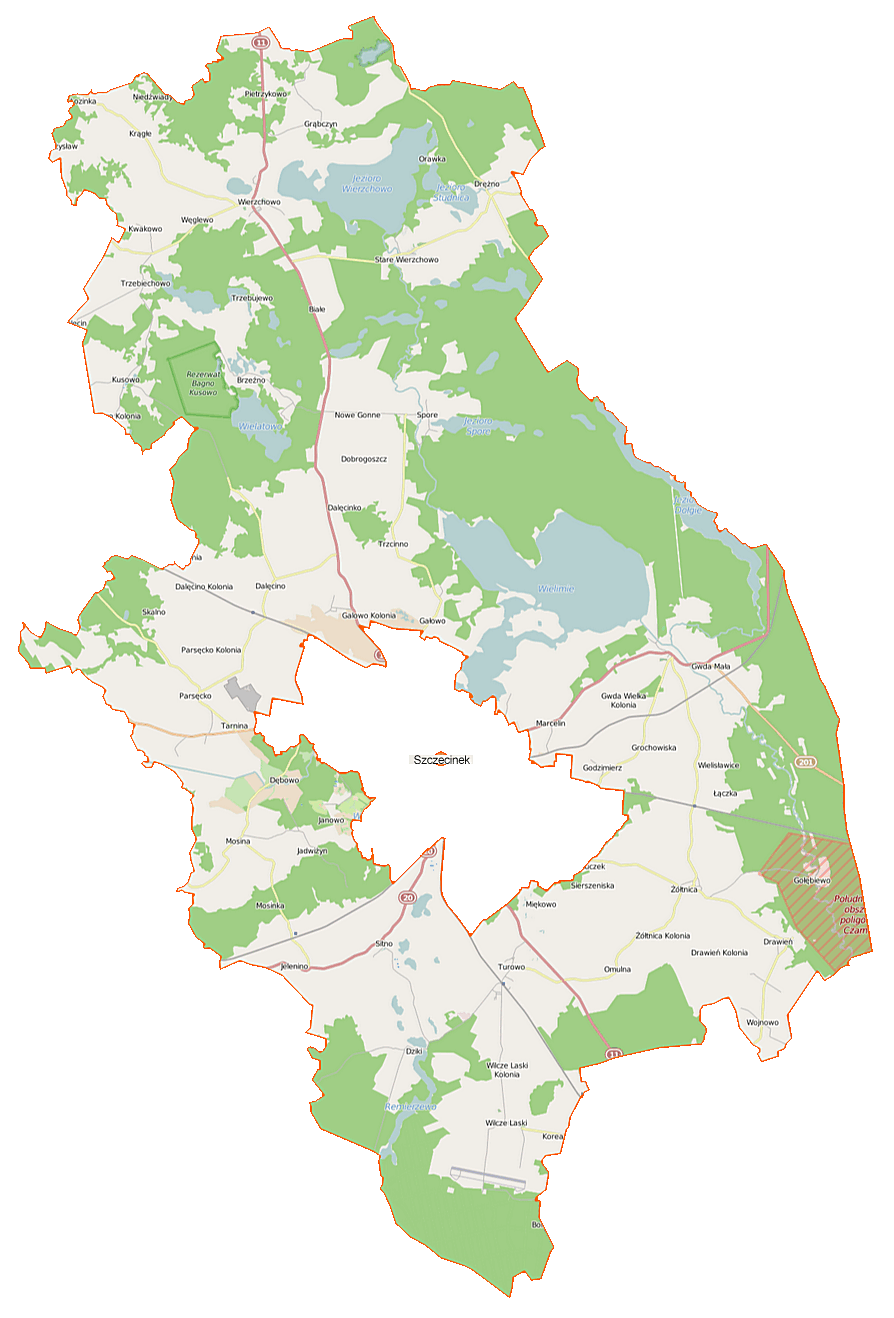
Carte de la gmina de Szczecinek.